# Arielulus circumdatus
Arielulus circumdatus är en fladdermusart som först beskrevs av Coenraad Jacob Temminck 1840.  Arielulus circumdatus ingår i släktet Arielulus och familjen läderlappar. Inga underarter finns listade i Catalogue of Life.
Denna fladdermus förekommer med flera från varandra skilda populationer från Nepal och södra Kina till Java. Arten vistas vanligen i medelhöga bergstrakter mellan 1300 och 2100 meter över havet. Habitatet utgörs av olika slags skogar.
Arten har i genomsnitt en kroppslängd (huvud och bål) av 95 mm, en svanslängd av 40 mm, 10 mm långa bakfötter och 15 mm stora öron. Underarmarna är 41 till 44 mm långa. Ovansidan är täckt av mjuk svart päls med orange skugga på grund av orange hårspetsar. Undersidans päls har en brun färg. Hos Arielulus circumdatus förekommer svarta öron som ibland har ljusare kanter och den nästan helt nakna flygmembranen är mörkbrun. Som några andra släktmedlemmar har arten en inbuktning vid kraniets framsida.